# Konferenz von London (1864)
Die Konferenz von London war  ein Versuch der Signatarstaaten des Londoner Protokolls von 1852, den Deutsch-Dänischen Krieg mit diplomatischen Mitteln zu beenden. Die sehr schwierigen und kontrovers geführten Verhandlungen begannen in London offiziell am 25. April und endeten ergebnislos am 25. Juni 1864. Mit Beendigung des während der Konferenz ausgehandelten Waffenstillstandes am 26. Juni 1864 und der Wiederaufnahme der Kampfhandlungen kam es wenige Wochen später zur vollständigen Niederlage Dänemarks gegen die verbündete österreichische und preußische Armee.

## Geschichte

### Vorgeschichte
Die Herzogtümer Schleswig, Holstein und Lauenburg wurden bis zum Deutsch-Dänischen Krieg in Personalunion vom dänischen König regiert (Dänischer Gesamtstaat). Staatsrechtlich war Schleswig ein Lehen des Königreiches Dänemark, während Holstein und Lauenburg Mitgliedstaaten des Deutschen Bundes (und vor 1806 Lehen des Römisch-Deutschen Reiches gewesen) waren. In sprachlich-kultureller Hinsicht war Schleswig sowohl deutsch, dänisch und friesisch geprägt, wobei sich die deutsche Sprache im Zuge eines Sprachwechsels vor allem in den südlichen Landesteilen ausgebreitet hatte. Zugleich wurde Schleswig ab spätestens 1848 Kristallisationspunkt eines Nationalitätenkonfliktes, indem sowohl deutsche als auch dänische Nationalliberale Anspruch auf das ganze Herzogtum erhoben, was zum 1. Schleswigschen Krieg 1848–1851 geführt hatte. Völkerrechtlich abgeschlossen wurden diese Auseinandersetzungen zunächst mit dem Londoner Protokoll von 1852. In ihm wurde der Bestand des Dänischen Gesamtstaates bekräftigt, zugleich aber auch festgehalten, dass Schleswig verfassungsrechtlich nicht enger an Dänemark zu binden sei als Holstein. Nachdem aber die Gesamtstaatsverfassung von 1855 sowohl vom Deutschen Bund als auch von der Holsteinischen Ständeversammlung abgelehnt worden war, erließ die nationalliberal geprägte dänische Regierung 1863 die sogenannte Novemberverfassung, die gemeinsame Institutionen für Schleswig und Dänemark, nicht aber für Holstein, vorsah und somit aus deutscher Sicht einen klaren Bruch des Londoner Protokolls von 1852 darstellte. Dies wurde schließlich zum Anlass für die Besetzung der bundesangehörigen Staaten Holstein und Lauenburg durch deutsche Bundestruppen im Dezember 1863 genommen. Im Februar 1864 folgte der Deutsch-Dänische Krieg, der mit der eigenmächtigen Überschreitung der Eider durch preußische und österreichische Truppen begann, gegen die die übrigen Mitglieder des Deutschen Bundes vergeblich protestierten.
Noch vor Ausbruch des Krieges hatte Großbritannien den beteiligten Konfliktparteien Vermittlungen angeboten. Die britische Regierung unter Premierminister Palmerston wünschte die Eröffnung eines Kongresses der Signatarmächte des Londoner Protokolls, das 1852 von Vertretern aus Großbritannien, Dänemark, Frankreich, Österreich, Preußen, Russland und Schweden unterzeichnet worden war. Am 12. Januar 1864 wurde Dänemark auf britische Veranlassung hin nahegelegt, um eine Vermittlung der europäischen Großmächte nachzusuchen. Die britische Regierung selbst war im Umgang mit der Krise gespalten. Palmerston, der eine prodänische Haltung einnahm, wollte notfalls ein militärisches Vorgehen, es setzte sich aber die Friedenspartei, die eine neutrale Position Großbritanniens bevorzugte, um Königin Victoria durch. Frankreichs außenpolitisches Engagement in der schleswig-holsteinischen Frage war zurückhaltend, denn Napoleon III. war um eine Annäherung an Preußen bemüht. Den britischen Vorschlag einer gemeinsamen bewaffneten Vermittlung hatte er abgelehnt. Russland verfolgte ebenfalls eine auffallend neutrale, aber eher propreußische Politik, da Preußen während des Polnischen Aufstandes Anfang 1863 Russlands Vorgehen unterstützt hatte, das zum Abschluss der Alvenslebenschen Konvention führte.
Am 20. Februar 1864 unternahm die britische Regierung einen weiteren Versuch, Verhandlungen herbeizuführen. Als Basis der Unterhandlungen sollte der Vorschlag dienen, die Autonomie und Unzertrennlichkeit der Herzogtümer anzuerkennen und unter die Garantie der europäischen Mächte zu stellen. Die Kampfhandlungen könnten während der Verhandlungen weitergeführt werden. Österreich und Preußen erklärten sich prinzipiell damit einverstanden und antworteten mit identischen Noten, dass Dänemark die Wahl habe zwischen einem Waffenstillstand unter Räumung der Insel Alsen seitens Dänemarks sowie Jütlands seitens der Verbündeten oder einem Waffenstillstand auf Grundlage des uti possidetis. Russland, Schweden und Frankreich nahmen ebenfalls die Einladung zur Konferenz an. Frankreich wiederum sprach sich dafür aus, nicht nur die Londoner Protokolle, sondern auch den Willen der beteiligten deutschen Bevölkerung per Plebiszit zu berücksichtigen. Dänemark schob, trotz wiederholter und zuletzt drohender Noten des britischen Kabinetts, die Entscheidung über die Annahme der Konferenz hinaus. Erst am 18. März 1864 erklärte die dänische Regierung, dass man der Einladung zur Konferenz folgen werde, jedoch unter dem ausdrücklichen Vorbehalt, dass die Londoner Protokolle die Basis der Verhandlungen bildeten.

### Die Konferenz

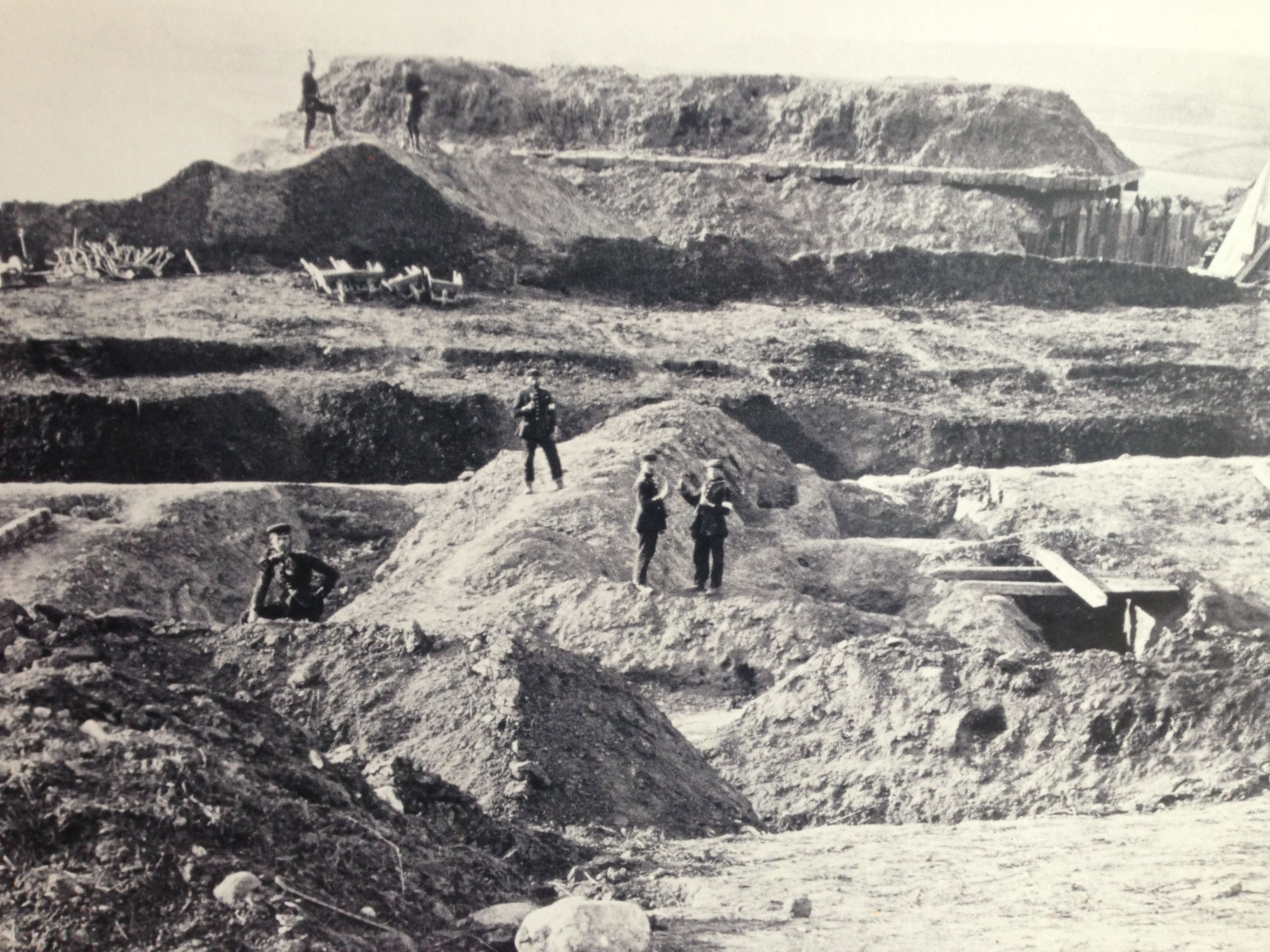
Preußische Soldaten auf den erstürmten Düppeler Schanzen.

Da wegen der sich widersprechenden Forderungen keine Einigung über die Basis der Verhandlungen zu erzielen war, lud die britische Regierung am 20. März 1864 erneut alle beteiligten Staaten zu einer Konferenz ein und schlug vor, die Konferenz ohne vorherige festgestellte Grundlage und ohne Einstellung der Feindseligkeiten, aber mit dem Ziel der Herstellung eines dauerhaften Friedens zu eröffnen. Bis Ende März war die Zustimmung zur Konferenz von allen beteiligten Mächten gesichert. Alle Staaten bevollmächtigten ihre am britischen Hof beglaubigten Gesandten für die Teilnahme an der Konferenz, deren Eröffnung am 12. April 1864 beabsichtigt war.
Es kam zu einer zweiwöchigen Verzögerung, da auch der Deutsche Bund mit einem Vertreter zu der Konferenz eingeladen wurde. Es war das erste und einzige Mal, dass der Deutsche Bund an einem internationalen Kongress teilnahm. Am 26. März überreichte Edward Malet, der in Frankfurt am Main akkreditierte britische Gesandte, dem Bundespräsidium folgende Note, die eine förmliche Einladung an den Deutschen Bund enthielt sich mit einem Bevollmächtigten an der Konferenz zu beteiligen:

„Mit Bezugnahme auf seine Note vom 23. d. Mts. hat der unterzeichnete außerordentliche Gesandte und bevollmächtigte Minister Ihrer britannischen Maj. die Ehre Sr. Excellenz dem Präsidenten der Bundesversammlung zu eröffnen, daß es der Wunsch der Regierung Ihrer britannischen Majestät ist, daß die vorgeschlagenen Konferenzen in London am 12. April eröffnet werden, und indem er der hohen Versammlung die Einladung der Regierung Ihrer Majestät überbringt, an diesem Bemühen, die Segnungen des Friedens in dem Norden Europas wiederherzustellen, durch die Ernennung eines Vertreters auf dieser Konferenz Theil zu nehmen, ist der Unterzeichnete beauftragt anzufragen, ob der von der Regierung Ihrer Majestät angesetzte Zeitpunkt der hohen von Sr. Excellenz präsidierten Versammlung genehm ist. Der Unterzeichnete sc (gez.) Malet.“

In einer Sitzung des Bundestages am 14. April 1864 erfolgte die Annahme der Einladung, wobei Bayern, Braunschweig und Oldenburg dagegen stimmten. Als Bevollmächtigter des Deutschen Bundes wurde noch in derselben Sitzung der sächsische Staatsminister Friedrich Ferdinand von Beust gewählt. Um sein Erscheinen am ersten Konferenztag zu ermöglichen, wurde als Eröffnungstermin der Londoner Konferenz der 20. April 1864 festgelegt. An jenem Tag versammelten sich alle Konferenzteilnehmer, gingen aber bereits nach kurzem Beisammensein wieder auseinander, da von Beust noch nicht eingetroffen war. Zwei Tage zuvor, am 18. April, hatten die Preußen die Düppeler Schanzen erstürmt und damit einen entscheidenden Sieg über die dänischen Truppen errungen.

#### Eröffnungssitzung
Man verschob den Beginn der Konferenz auf den 25. April 1864. An diesem Tag waren die Teilnehmer der Londoner Konferenz erstmals vollständig versammelt. Die Bevollmächtigten waren für Preußen Albrecht von Bernstorff und Hermann Ludwig von Balan, für Österreich Rudolph von Apponyi und Ludwig von Biegeleben, für den Deutschen Bund Friedrich Ferdinand von Beust und als dessen Begleiter Karl von Hofmann, für Dänemark Außenminister George Quaade, Staatsrat Andreas Frederik Krieger und der Gesendte Torben Bille, für Großbritannien John Russell und George Villiers, Earl of Clarendon, für Frankreich Henri-Godefroy de La Tour d’Auvergne, für Russland Philipp von Brunnow und für Schweden Carl Wachtmeister. Bereits in der ersten Sitzung wurde Russell einstimmig zum Präsidenten der Konferenz gewählt. Er stellte noch während dieser Sitzung den Antrag, die Feindseligkeiten zu Lande und zur See bis zum Abschluss eines Waffenstillstandes einzustellen. Dem stimmte Dänemark nur unter der Bedingung zu, die Blockade deutscher Häfen als Ausgleich der Besetzung Jütlands beizubehalten. Da die Vertreter der deutschen Großmächte nicht autorisiert waren, dies zu entscheiden, wurde der Vorschlag ad referendum (zur Berichterstattung) genommen um Weisungen der Regierungen einzuholen. Den dänischen Bevollmächtigten fehlte eine direkte Telegrafenlinie, sie mussten ihre Korrespondenz über Sankt Petersburg und Stockholm führen. Der Umstand trug erheblich zur Verzögerung beim Abschluss des Waffenstillstandes bei.

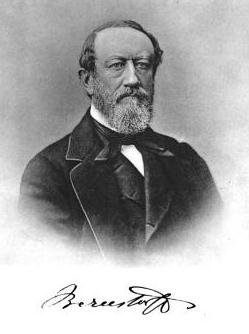
Albrecht von Bernstorff, Vertreter des Königreichs Preußen
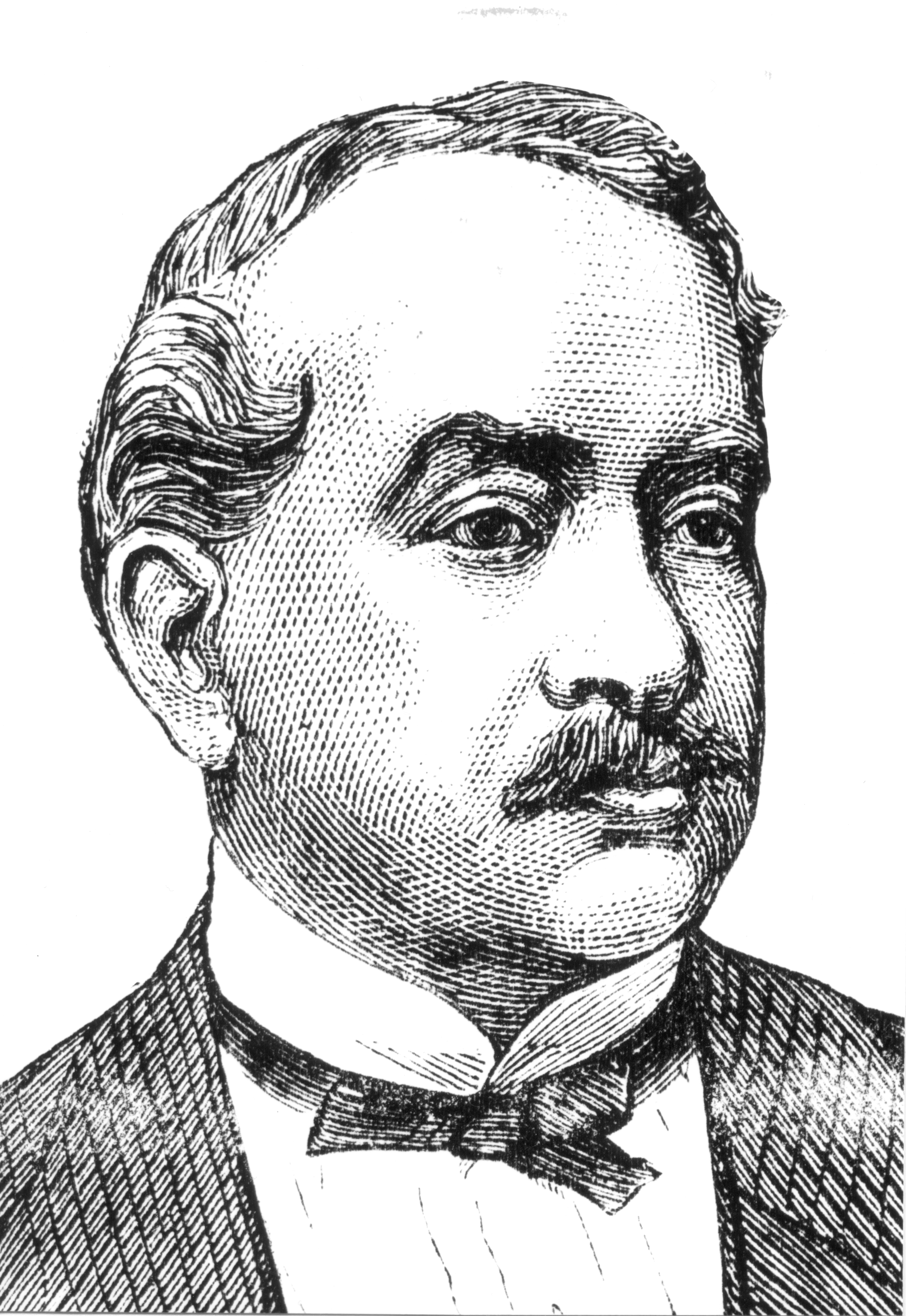
Hermann Ludwig von Balan, Vertreter des Königreichs Preußen
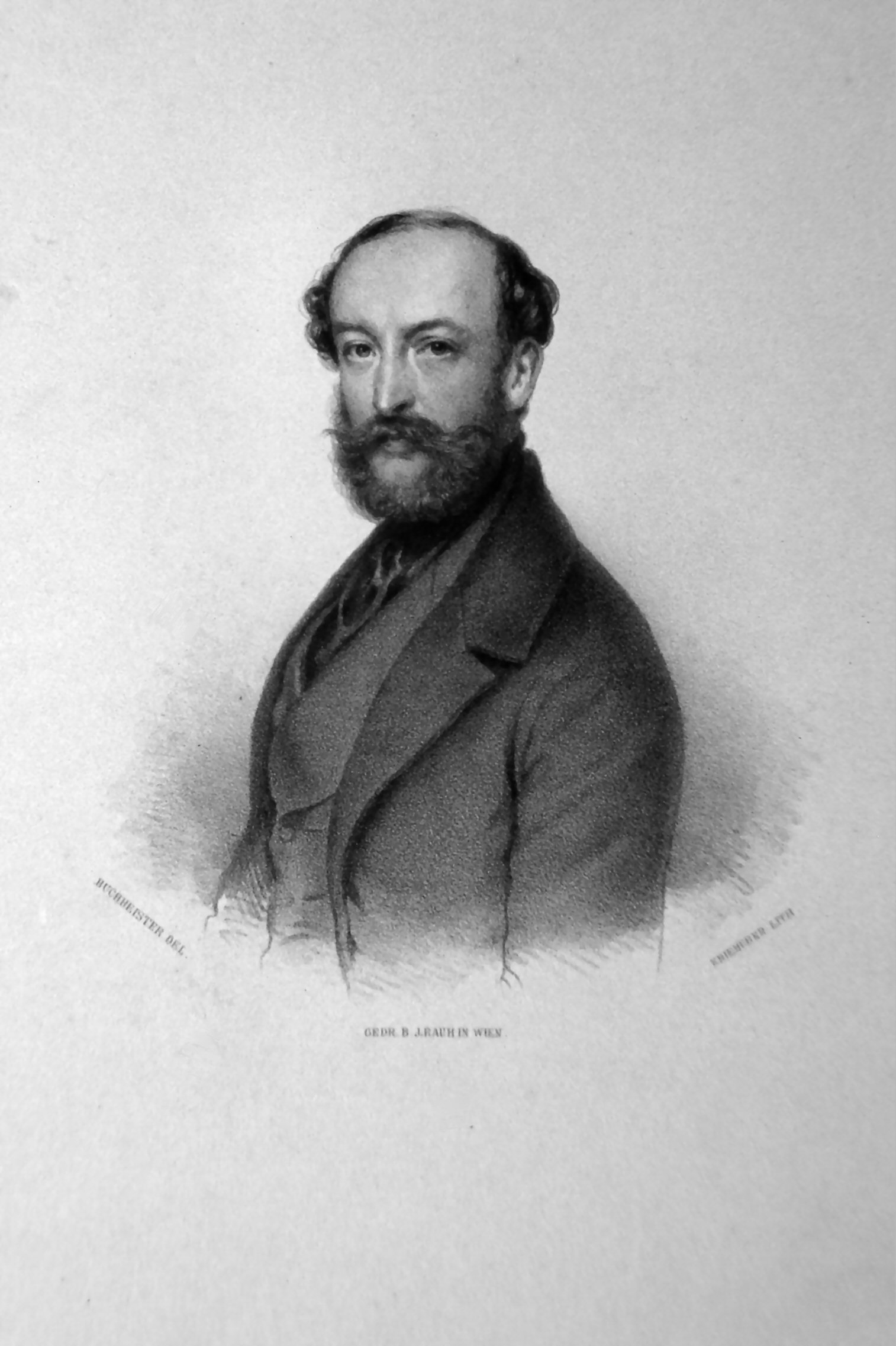
Rudolf Apponyi, Vertreter des Kaisertums Österreich
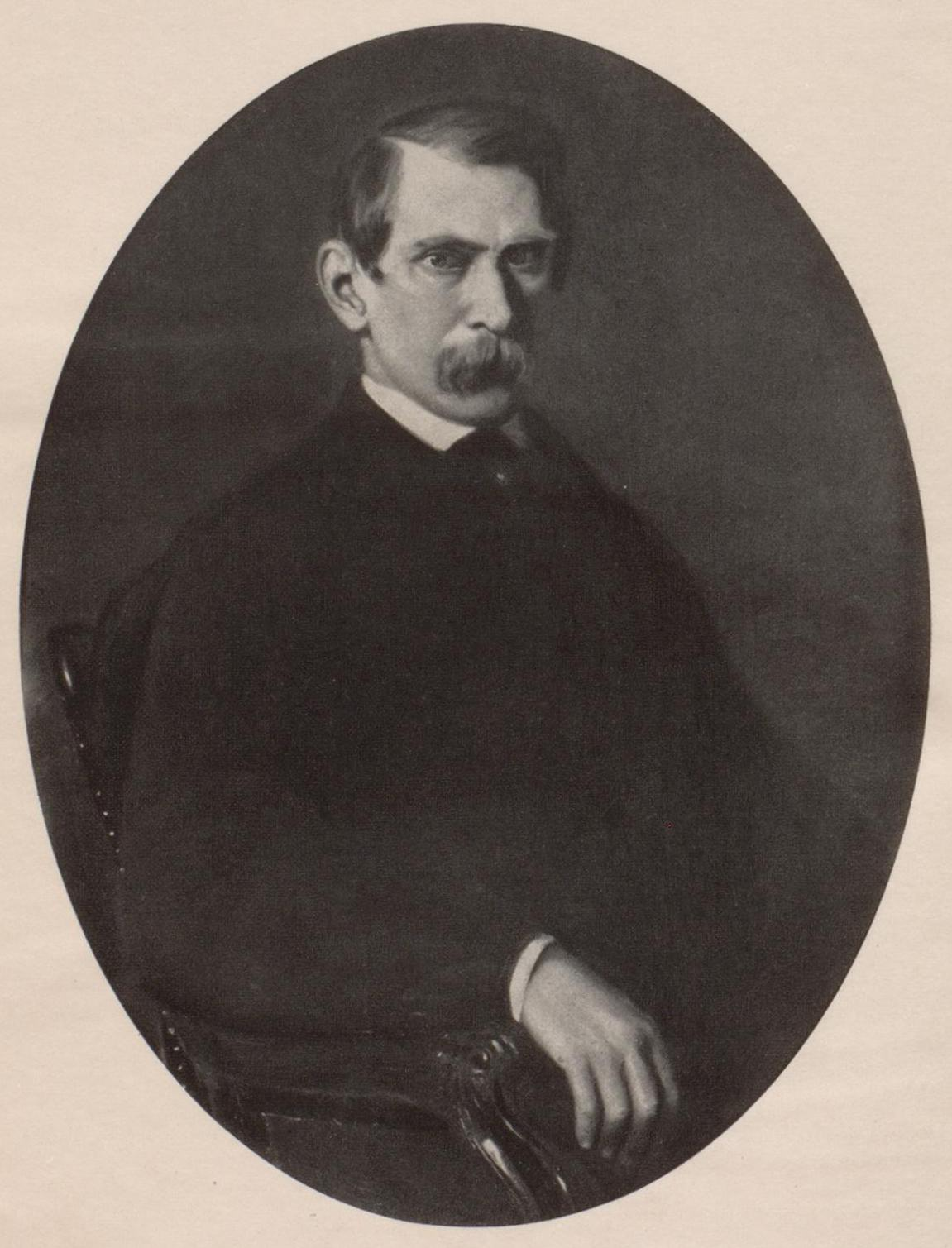
Ludwig von Biegeleben, Vertreter des Kaisertums Österreich
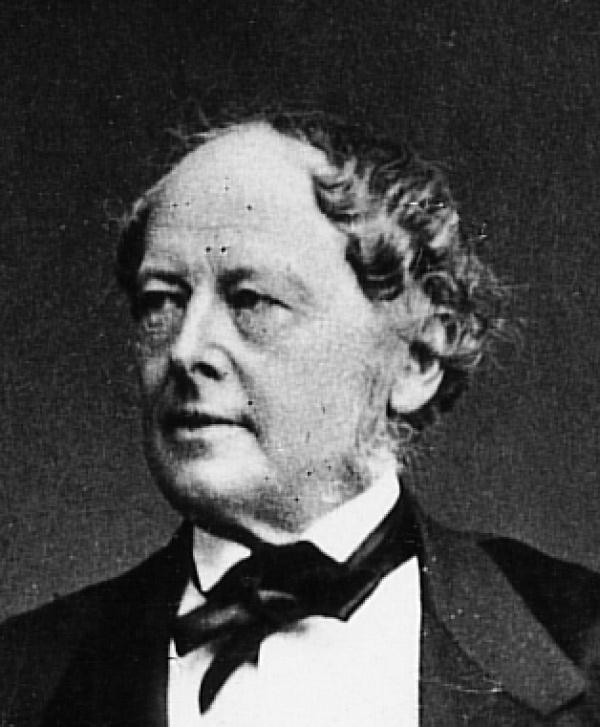
Friedrich Ferdinand von Beust, Vertreter des Deutschen Bundes
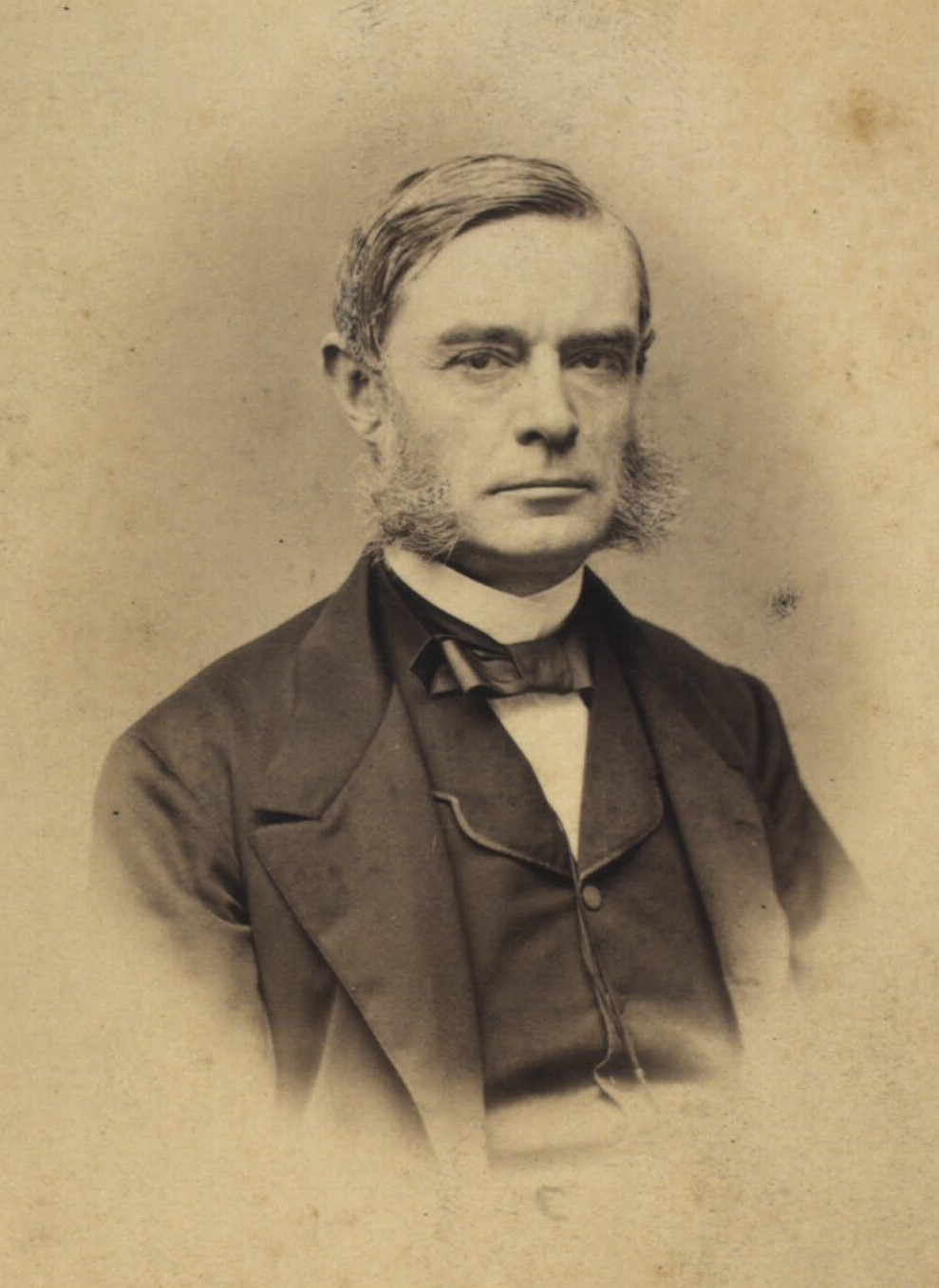
George Quaade, Vertreter des Königreichs Dänemark
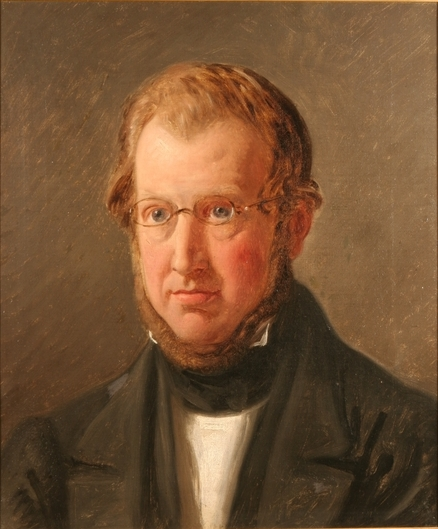
Andreas Frederik Krieger, Vertreter des Königreichs Dänemark
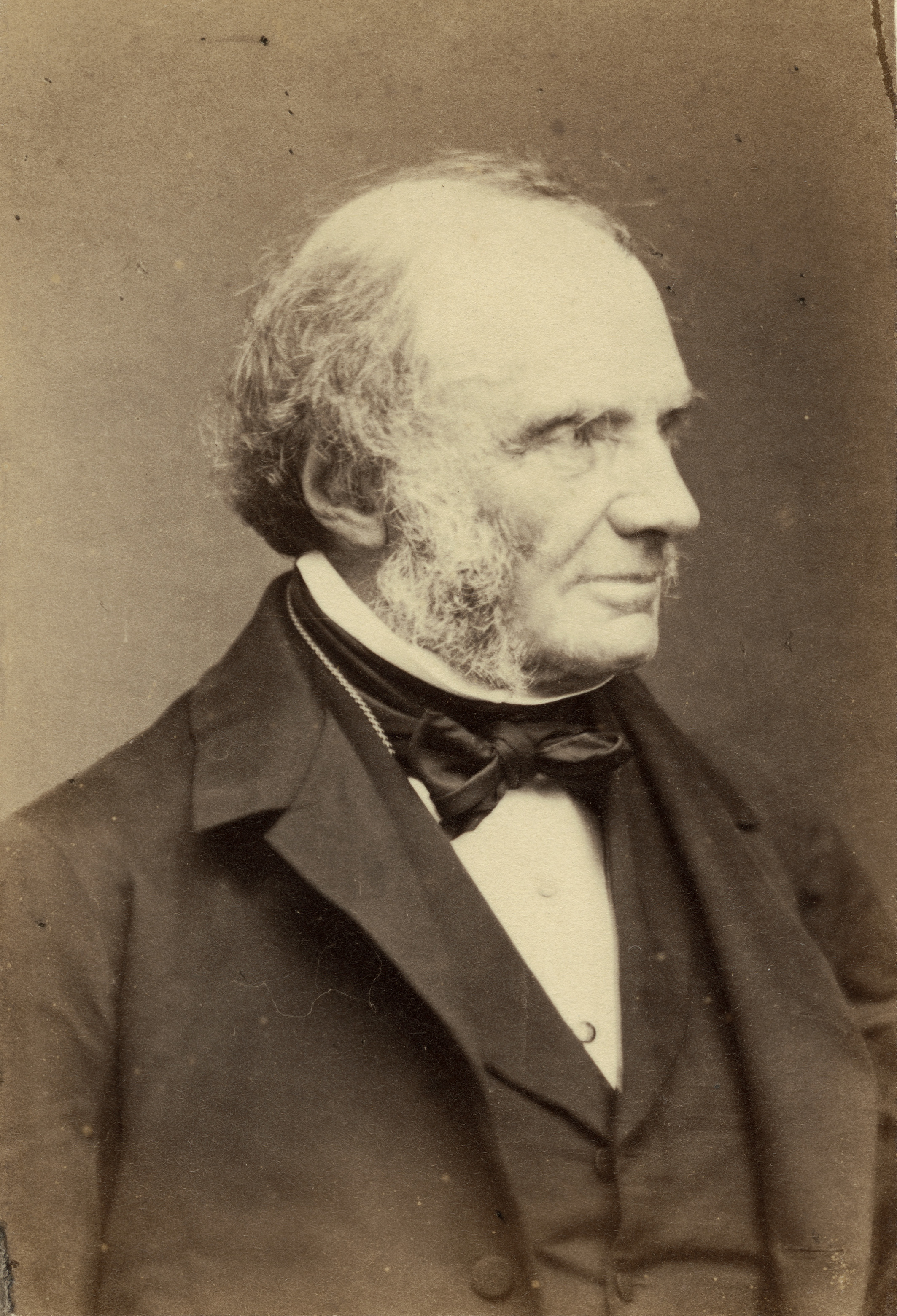
John Russell, Vertreter des Vereinigten Königreiches
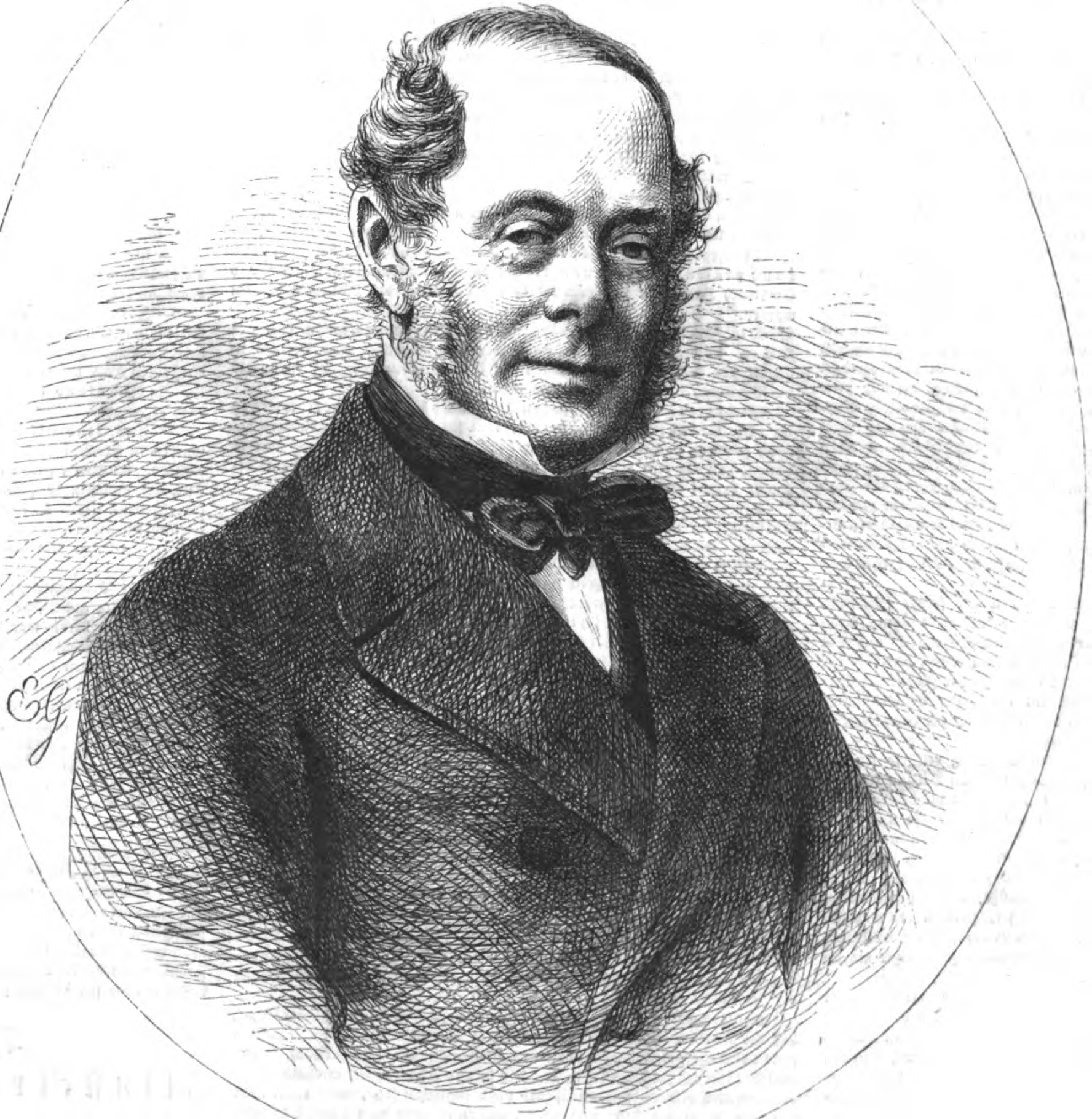
George Villiers, Earl of Clarendon, Vertreter des Vereinigten Königreiches
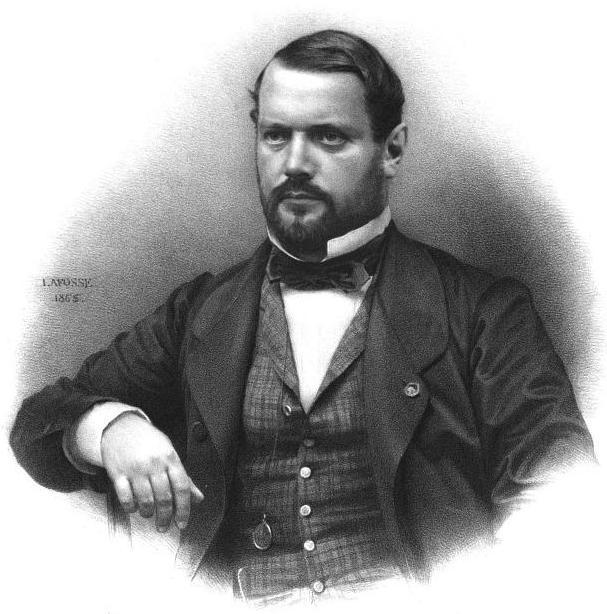
Henri-Godefroy de La Tour d’Auvergne, Vertreter des Kaiserreichs Frankreich
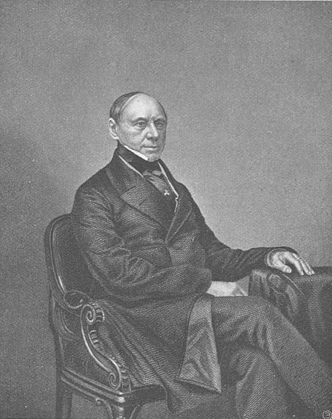
Philipp von Brunnow, Vertreter des Kaiserreichs Russland
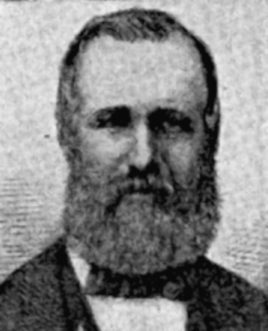
Carl Wachtmeister, Vertreter des Königreichs Schweden

#### Zweite bis Elfte Sitzung
In der zweiten Sitzung am 4. Mai gingen Österreich und Preußen nicht auf die von Dänemark geforderte weitere Blockade der deutschen Häfen ein, während Dänemark darauf beharrte. Die an diesem Krieg nicht beteiligten Staaten schlugen vor, dass Dänemark einer unverzüglichen Aufhebung der Blockade zustimme und die Insel Alsen den beiden deutschen Großmächten übergebe. Preußen und Österreich sollten dafür Jütland nördlich der Eider räumen.
Am 9. Mai, in der dritten Sitzung, wurde dieser Vorschlag von Dänemark abgelehnt. Die dänischen Delegierten stimmten aber für eine Waffenruhe auf Basis des uti possidetis und der Aufhebung der Blockade zu. Die Waffenruhe für einen Monat ab dem 12. Mai war somit beschlossen. Der Wortlaut der Waffenruhe lautete:

„Es findet eine Einstellung der Feindseligkeiten zur See und zu Lande, vom 12. Mai an gerechnet, für die Dauer eines Monats Statt.

An denselben Tag wird Dänemark die Blockade aufheben.

Preussen und Österreich verpflichten sich, während der Einstellung der Feindseligkeiten in den von ihrer Armee besetzten Theilen von Jütland weder den Handel, noch den Verkehr, noch den regelmässigen Gang der Verwaltung zu hindern, auch keine Kriegs-Contributionen zu erheben, sondern im gegentheile alle Lieferungen an die deutschen Truppen zu bezahlen, welche nur ihre gegenwärtigen strategischen Stellungen weiter besetzt halten werden.

Die kriegführenden Mächte kommen überein, dass ihre militärischen Stellungen zu Lande und zur See beibehalten werden, und sie verzichten darauf, dieselben während der Dauer der Waffenruhe zu verstärken. Officielle Mittheilungen hievon wird den Commandanten der kriegführenden Mächte zu Lande und zur See von ihren resp. Regierungen gemacht werden.“

In der vierten Sitzung am 12. Mai forderte Russell von den preußischen und österreichischen Bevollmächtigten, die Absichten ihrer Regierungen zur Herstellung eines dauerhaften Friedens zu erklären. Bernstorff erwiderte, dass sich die beiden deutschen Großmächte an Verbindlichkeiten, die vor Kriegsausbruch bestanden hatten, nun nicht mehr gebunden fühlten. Man wolle aber nicht ausschließen, dass es Kombinationen geben könnte, die bei Wahrung erworbener Rechte den Abschluss eines Friedens ermöglichten. Diese Erklärung stieß bei den britischen Delegierten auf Widerstand. Sie forderten eine Begründung für die einseitige Aufhebung des Londoner Protokolls durch Österreich und Preußen. Die Vertreter Russlands und Schwedens schlossen sich den britischen Ausführungen an. Frankreichs Botschafter bemerkte, dass auch neue Verbindlichkeiten möglich wären, ohne das Londoner Protokoll von 1852 vollständig aufzuheben. Die dänische Delegation erklärte, dass die dänische Regierung das Londoner Protokoll als noch in Kraft stehend betrachte, worauf von Beust, der Vertreter des Deutschen Bundes, bemerkte, dass der Deutsche Bund dem Protokoll nie beigetreten und dieses damit für ihn ohnehin nicht gültig sei.
In der fünften Sitzung am 17. Mai bat Russell die preußischen Vertreter, die auf der letzten Sitzung erörterten Möglichkeiten eines Friedensschlusses zu konkretisieren. Bernstorff antwortete, der Friedensschluss müsse den Elbherzogtümern absolute Garantie gegen ausländische (d. h. dänische) Unterdrückung gewähren und Deutschlands Sicherheit im Norden garantieren. Diese Garantien seien nur durch vollständige staatsrechtliche Unabhängigkeit der Herzogtümer von Dänemark und deren enge Verflechtung durch gemeinsame Institutionen zu erreichen. Da den neutralen Mächten diese Formulierung zu allgemein war, ergriff der österreichische Bevollmächtigte Apponyi das Wort und führte aus, der Vorschlag enthalte die vollständige Autonomie der Herzogtümer mit gemeinsamen Institutionen und voller Souveränität in ihren politisch-administrativen Beziehungen, um Verwicklungen zu vermeiden, wie sie gerade stattfänden. Die Erbfolge bleibe hingegen offen, da der Bundestag keine Lösung dieser Frage beschlossen habe und auch nicht dem König von Dänemark seine Rechte abspreche. Österreich und Preußen waren demnach bereit, auch wenn die Herzogtümer volle Souveränität besitzen sollten, eine Personalunion mit der Dänischen Krone weiterhin zu akzeptieren. Dagegen erhob von Beust Einspruch, da nach seiner Meinung der Deutsche Bund keinem Abkommen zustimmen werde, bei dem eine Union, selbst in loser Form, zwischen den Herzogtümern und Dänemark beibehalten würde. Die dänische Delegation brach sofort jede weitere Diskussion ab, da sie die Vorschläge als gänzlich unannehmbar ansah. Die Personalunion war also am Widerstand Dänemarks und des Deutschen Bundes gescheitert.
Am 28. Mai, in der sechsten Sitzung, modifizierten die Vertreter Österreichs und Preußens ihren Vorschlag aus der vorherigen Sitzung mit der Forderung einer vollständigen Trennung der Herzogtümer Schleswig und Holstein von der dänischen Krone. Beide Herzogtümer sollten sich zu einem unabhängigen Staat unter der Souveränität des Erbprinzen Friedrich VIII. von Schleswig-Holstein aus der Augustenburger Linie vereinigen. Der russische Bevollmächtigte Brunnow lehnte dies mit dem Hinweis ab, dass der Erbprinz nicht der Einzige sei, der im Falle einer Trennung der Herzogtümer von Dänemark Ansprüche geltend machen könne: Auch der Großherzog von Oldenburg habe ein Anrecht in dynastischer Hinsicht, und Russland habe die Pflicht, diese Ansprüche zu reservieren. Preußen und Österreich hatten in ihrem Vorschlag jeden Bezug auf einen möglichen, aber in jedem Falle fragwürdigen Erbanspruch des Augustenburgers (dessen Familie Jahre zuvor auf ihre Ansprüche verzichtet hatte) vermieden, sondern sich auf die öffentliche Stimmung in den Herzogtümern und Deutschland bezogen.
Die dänischen Delegierten erklärten, dass ihre Regierung bereits den vorherigen Vorschlag aus der fünften Sitzung für unzulässig gehalten habe und dies somit für den jetzigen nur umso mehr gelte. Russell brachte daraufhin einen Gegenvorschlag vor, der mit den anderen neutralen Staaten bereits vorher abgesprochen war und prinzipiell deren Zustimmung gefunden hatte: Holstein und Lauenburg sowie der südliche Teil von Schleswig sollten von Dänemark getrennt werden. Der Grenzverlauf in Schleswig solle von der Schlei entlang der Linie des Danewerkes an die Nordsee verlaufen. Als Garantie für die Sicherheit Dänemarks erklärte Russell, dass der Deutsche Bund in den von Dänemark abgetretenen Teilen Schleswigs keine Festungen bauen und keine befestigten Häfen anlegen dürfe. Der französische Vertreter stimmte dem Vorschlag mit dem Hinweis zu, dass bei der Grenzziehung Aspekte der Verteidigung Dänemarks berücksichtigt werden müssten und zudem bei gemischter Bevölkerung Territorialabgrenzungen zu Gunsten der schwächeren Partei zu erfolgen hätten. Der russische Bevollmächtigte schloss sich dem im Prinzip an. Schwedens Vertreter ergänzte, seine Regierung würde zwar eine Grenze an der Eider bevorzugen, er sei aber ermächtigt, sich dem Vorschlag von Russell anzuschließen. Bedingung sei, das der Grenzverlauf nicht nördlicher als an der Schlei und dem Danewerk festgelegt und dafür der nördliche Teil Schleswigs staatsrechtlich vollständig mit Dänemark vereinigt werde. Die dänischen, österreichischen und preußischen Bevollmächtigten sowie der Vertreter des Deutschen Bundes nahmen dies zur Kenntnis und leiteten die Vorschläge an ihre Regierungen weiter.

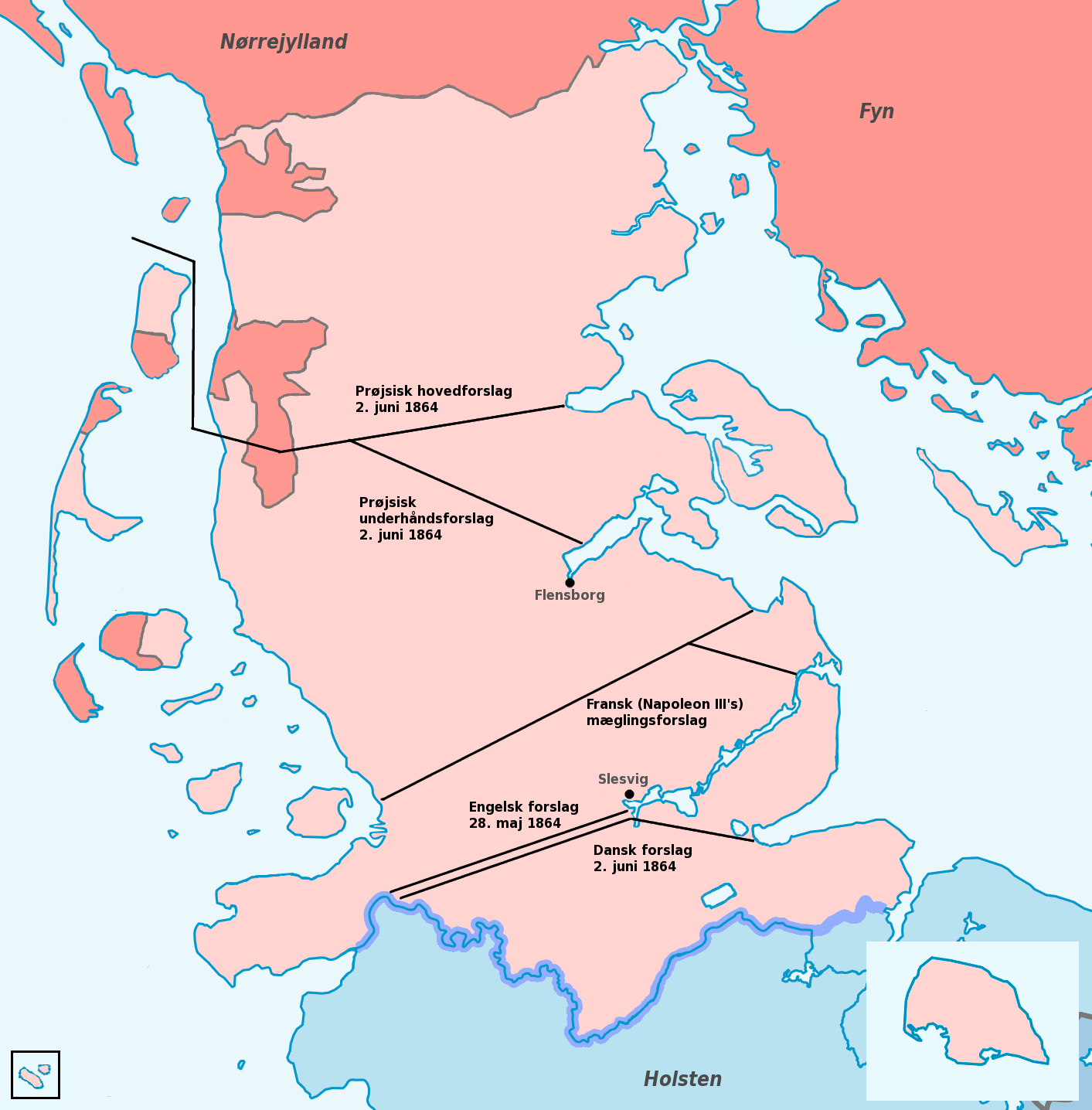
Vorschläge für eine Teilung Schleswigs

In der siebten Sitzung am 2. Juni ging es vor allem um den künftigen Grenzverlauf in Schleswig. Die dänische Delegation stimmte im Auftrag ihrer Regierung dem britischen Vorschlag zu. Allerdings könne Dänemark das Herzogtum Lauenburg, das im gegenwärtigen Streit nicht direkt involviert sei, nur unter besonderen Bedingungen abtreten. Dänemark hatte Lauenburg 1815 auf dem Wiener Kongress im Tausch gegen Vorpommern von Preußen erhalten. Bernstorff erklärte für Preußen, dass er nicht autorisiert sei, einen anderen Grenzverlauf als an der Linie Apenrade-Tondern vorzuschlagen. Er und sein österreichischer Kollege seien aber bereit, ihren Regierungen die Annahme einer Grenze von der Flensburger Förde nördlich von Flensburg bis Hoyer im Norden Tonderns zu empfehlen. Von Beust forderte für den Deutschen Bund ein Einspruchsrecht bei der Thronfolgefrage in den Herzogtümern. Der französische Gesandte meinte, dass seine Regierung in der dynastische Frage der Thronfolge in den Herzogtümern nicht ohne die Zustimmung und Mitwirkung der betroffenen Bevölkerung entscheiden werde.
Am 6. Juni, während der achten Sitzung, war zunächst die Notwendigkeit einer Verlängerung des Waffenstillstandes das Thema. Er sollte bereits am 12. Juni 1864 auslaufen. Die dänische Delegation versuchte, die Konferenzteilnehmer zu einer schnellen Einigung in der Grenzziehungsfrage in Schleswig zu drängen. Vorher könne man einer Verlängerung des Waffenstillstandes nicht zustimmen.
In der neunten Sitzung am 9. Juni stimmte Dänemark nach langem Zögern dem Entschluss einer zweiwöchigen Verlängerung des Waffenstillstandes zu, dem sich auch die österreichischen und preußischen Vertreter anschlossen, obwohl sie ursprünglich eine mehrmonatige Verlängerung gefordert hatten. Die Festlegung einer Grenze innerhalb Schleswigs wurde nun Gegenstand einer kontroversen Debatte. Die dänischen Bevollmächtigten wollten zunächst die von Russell vorgeschlagene Grenzlinie Schlei-Danewerk nicht akzeptieren und beantragten einen Verlauf südlich dieser Linie von Eckernförde bis Friedrichstadt. Der preußische Vertreter Bernstorff blieb zunächst bei dem bereits vorgeschlagenen Verlauf Apenrade-Tondern und später, als Kompromiss, von einem Punkt nördlich von Flensburg bis Hoyer. Die Insel Alsen wäre demnach bei Dänemark verblieben; auf das überwiegend deutschsprachige Flensburg hingegen wollte man nicht verzichten. Der österreichische Bevollmächtigte Apponoyi stimmte nach Rücksprache mit seiner Regierung dem letzten Vorschlag Preußens zu. Allerdings zeigte Dänemark keine Kompromissbereitschaft, und für Österreich kam somit wieder nur ein Grenzverlauf Apenrade-Tondern in Frage. Es gelang während dieser Sitzung nicht, die unterschiedlichen Vorstellungen beider Seiten zu einem Einverständnis zu führen.
In der zehnten Sitzung am 18. Juni unterbreitete Russell beiden Seiten einen neuen Vermittlungsvorschlag. Russell erinnerte die Kongressteilnehmer an den Pariser Kongress von 1856 zur Beendigung des Krimkrieges, bei dem empfohlen wurde, vor Anwendung von Gewalt die Vermittlung einer neutralen befreundeten Macht in Anspruch zu nehmen. Er schlug den kriegführenden Parteien vor, zur Feststellung einer Grenze, die zwischen den von beiden Seiten beanspruchten Linien zu liegen hätte, den Schiedsspruch einer befreundeten Macht im Voraus als bindend anzuerkennen. Die Vertreter der kriegführenden Staaten sahen sich aber nicht befugt, dies ohne Instruktionen ihrer Regierungen zu entscheiden, und leiteten den Vorschlag weiter.
In der folgenden elften Sitzung am 22. Juni erklärten die Bevollmächtigten Österreichs und Preußens, dass ihre Regierungen durchaus bereit seien, die Vermittlung einer neutralen, nicht an der Konferenz teilnehmenden Macht anzunehmen, dass sie jedoch den Schiedsspruch dieser Macht nicht im Voraus als bindend akzeptieren könnten. Dänemarks Vertreter sprach sich derweil entschieden gegen den Vorschlag aus; die dänische Regierung betrachte die in der sechsten Sitzung am 28. Mai von Russell vorgeschlagene Grenzlinie Schlei-Danewerk als äußerste Konzession. Dänemarks Delegation blieb auch bei diesem Entschluss trotz aller Einflussversuche der Bevollmächtigten Frankreichs, Großbritanniens und Russlands. Der französische Vertreter La Tour d’Auvergne unternahm nun einen letzten Vorschlag: Der Streit über den Grenzverlauf in Gebieten mit gemischter dänisch-deutscher Bevölkerung sollte durch Volksabstimmungen von ihr selbst geschlichtet werden. Die Truppen beider Kriegsparteien hätten vorher diese Gebiete zu räumen.
Dieser französische, in Abstimmung mit Preußen gemachte Vorschlag verursachte bei den britischen wie auch bei den österreichischen Vertretern Entrüstung: Großbritannien befürchtete dadurch ein für Dänemark sehr ungünstiges Ergebnis, Österreich wiederum fürchtete, einen Präzedenzfall für verschiedene Bevölkerungsgruppen des eigenen Staates zu schaffen. Auch die dänische Delegation lehnte den preußisch-französischen Vorschlag sofort nachdrücklich ab.

#### Schlusssitzung
Die Konferenzteilnehmer sahen nun keine Möglichkeit mehr, den Krieg durch einen Kompromiss zu beenden. Am 25. Juni 1864, einen Tag vor Ablauf der verlängerten Waffenruhe, versammelten sich alle Bevollmächtigten ein letztes Mal, jedoch nur, um ihre Protokolle zu schließen und die Vergeblichkeit der Anstrengungen zu konstatieren. Der österreichische Vertreter Apponyi erklärte in seinem Schlusswort, dass es Dänemark sei, das durch die Novemberverfassung die Londoner Protokolle von 1852 gebrochen und damit den Krieg herbeigeführt habe. Der preußische Vertreter Bernstorff ergänzte, dass Preußen auf dieser Konferenz mehrmals seine Bereitschaft zur friedlichen Beendigung des Krieges gezeigt habe. Mit Ablauf der Waffenruhe am 26. Juni 1864 wurden die Kampfhandlungen sofort wieder aufgenommen.

### Nachwirkungen
Kurz nach Beendigung der Verhandlungen gab Russell, der Präsident der Konferenz, während einer Rede im britischen Oberhaus Österreich und Preußen indirekt die Hauptschuld am Scheitern der Verhandlungen. Er griff dabei die Haltung beider Staaten in den Verhandlungen scharf und polemisch an, was vor allem in Wien große Empörung hervorrief. Etwa zeitgleich hielt aber der britische Premierminister Palmerston im Unterhaus eine Rede über die Rolle Großbritanniens während der Konferenz, die deutlich moderater und ausgewogener ausfiel. Und Clarendon, einer der britischen Verhandlungsführer auf der Konferenz, urteilte über die dänische Delegation:

„Die Dänen waren eigensinnig. Sie sind die schwierigsten Leute, mit denen ich je zu tun gehabt habe und für die ich etwas tun sollte. Sie benehmen sich wie kleine Prokuratoren, die plötzlich Minister geworden und Krämer geblieben sind. Sie haben Angst voreinander und vor dem Kopenhagener Pöbel. Ihre Unfähigkeit, ihre eigenen Sachen in Ordnung zu bringen, ist schrecklich und verspricht nichts Gutes für ein dauerhaftes Übereinkommen.“

Als ein Scheitern der Verhandlungen in London abzusehen war, verständigten sich Österreich und Preußen bei einer Zusammenkunft in der böhmischen Stadt Karlsbad über den weiteren Verlauf des Krieges in Dänemark. Am 24. Juni 1864, einen Tag vor Beendigung der Londoner Konferenz, wurde die als Karlsbader Abmachung bezeichnete Vereinbarung vom preußischen Ministerpräsidenten Otto von Bismarck und seinem österreichischen Amtskollegen Bernhard von Rechberg unterzeichnet. Mit der sieben Punkte umfassenden Karlsbader Abmachung einigte man sich unter anderem auf eine Besetzung der Insel Alsen sowie ganz Jütlands als weitere Operationsziele. Zur Unterstützung des Angriffs auf Alsen sollte ein Scheinangriff gegen die Insel Fünen geführt werden, um die dortigen dänischen Kräfte zu binden. Von einer Besetzung Fünens wurde aber Abstand genommen. Ganz Jütland sollte als Pfand für spätere Verhandlungen besetzt bleiben und in die eigene Verwaltung übernommen werden. Als Hauptziel des Krieges wurde nun ein Ausscheiden der Elbherzogtümer aus dem dänischen Gesamtstaat definiert. Die auf der Londoner Konferenz gemachten Angebote einer Teilung des Herzogtums Schleswig sollten bei künftigen Verhandlungen nicht wiederholt werden.
Da die dänische Armee bereits zwei Monate zuvor in eine strategisch aussichtslose Lage geraten war, verliefen die weiteren Kampfhandlungen einseitig. Mit Ablauf des ersten Waffenstillstandes am 26. Juni begannen die preußischen Truppen am 28. und 29. Juni 1864 mit der Besetzung der Insel Alsen, und am 10. Juli überschritten die verbündeten österreichischen und preußischen Heere den Limfjord in Nordjütland. Nach einem erneuten Ersuchen der dänischen Regierung trat am 18. Juli 1864 ein zweiter Waffenstillstand in Kraft. Bereits am 1. August wurde der Vorfrieden von Wien unterzeichnet und am 30. Oktober 1864 im Frieden von Wien weitestgehend bestätigt: Dänemark musste die Herzogtümer Schleswig, Holstein und Lauenburg vollständig an Österreich und Preußen abtreten.